# 博正资本
博正资本投资有限公司，简称博正资本、博正投资，经中国证监会核准，于2010年11月29日在深圳市注册成立，总部位于天津市南开区，是渤海证券股份有限公司出资2亿元开展股权直接投资业务试点的专业机构。
2011年7月8日，证监会就发布《证券公司直接投资业务监管指引》，规定证券公司投资银行业务实质开展后禁止直接投资。此前，博正资本在其母公司渤海证券作为保荐人的情况下在禁止条例出台前1个月完成入股天津鹏翎胶管股份有限公司，一度引发争议与关注。